# Fujiwara no Tadafusa
Fujiwara no Tadafusa (藤原忠房, ? - 928) est un poète, musicien et courtisan japonais du milieu de l'époque de Heian, membre du clan Kyōke, branche cadette du clan Fujiwara. Son arrière-grand-père est Fujiwara no Tsuguhiko, et son grand-père Fujiwara no Maro, le fondateur de la branche. Sa mère est la fille du prince Sadamoto et sa femme est la fille de Fujiwara no Takatsune. 
Comme courtisan il exerce diverses fonctions au sein du Konoefu, aussi bien en tant que kurōdo, kokushi de la province de Harima, officiel de la province d'Ōmi, entre autres. En 922 il est nommé gouverneur de la province de Yamato, en 925 promu jushii et gouverneur de la province de Yamashiro et en 927 ukyō Daibu.
En tant que musicien, il est très impliqué dans le gagaku ou ancienne musique de la cour impériale japonaise et succède à son père dans la pratique tant de la biwa ou luth japonais que dans les activités relatives à la danse et au chant de cérémonie et dans la musique d'orchestre pour courtisans. Il joue pour le prince Atsumi dans plusieurs compétitions d'exécution de gagaku où il crée de nouvelles modalités telles que  le Kochōraku (胡蝶楽, « danse des papillons ») et le Engiraku (延喜楽, « danse de Engi ») qui dérivent du komagaku, une variante qui n'utilise que des instruments à vent et à percussion.
Comme poète waka, il fait partie des trente-six poètes immortels du Moyen Âge (Chūko Sanjūrokkasen), participe aux cercles poétiques patronnés par l'empereur Daigo ainsi qu'à plusieurs utaawase (concours de waka) en 906 et 921. Une étroite amitié le lie au poète Ki no Tsurayuki. Dix-sept de ses poèmes sont inclus dans les anthologies impériales Kokin Wakashū, Gosen Wakashū et Shūi Wakashū.